# Cardonville
Cardonville ist eine französische Gemeinde im Département Calvados in der Region Normandie mit 90 Einwohnern (Stand: 1. Januar 2022). Cardonville gehört zum Arrondissement Bayeux und zum Kanton Trévières. 

## Geografie
Cardonville liegt etwa 40 Kilometer westnordwestlich von Bayeux. Umgeben wird Cardonville von den Nachbargemeinden Géfosse-Fontenay im Norden und Nordwesten, La Cambe im Osten und Nordosten, Saint-Germain-du-Pert im Süden sowie Osmanville im Westen und Südwesten.

## Bevölkerungsentwicklung
| 1962                      | 1968 | 1975 | 1982 | 1990 | 1999 | 2006 | 2013 |
| ------------------------- | ---- | ---- | ---- | ---- | ---- | ---- | ---- |
| 84                        | 82   | 79   | 66   | 62   | 78   | 100  | 92   |
| Quelle: Cassini und INSEE |      |      |      |      |      |      |      |

## Sehenswürdigkeiten

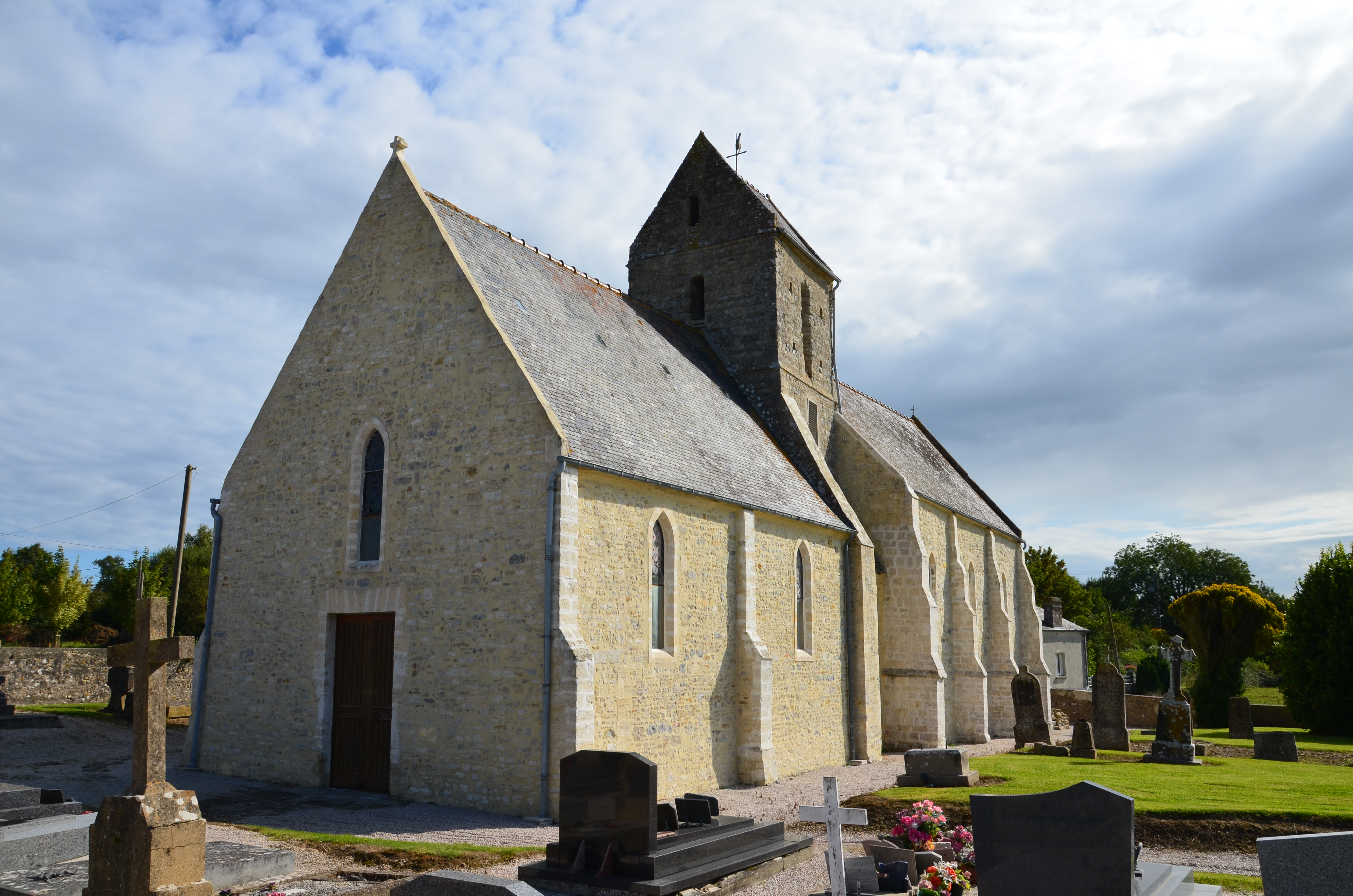
Kirche Saint-Jean

- Kirche Saint-Jean